# اچ‌ام‌اس شلدریک (۱۸۲۵)
اچ‌ام‌اس شلدریک (۱۸۲۵) (به انگلیسی: HMS Sheldrake (1825)) یک کشتی بود که طول آن ۹۰ فوت ۴ اینچ (۲۷٫۵۳ متر) بود. این کشتی در سال ۱۸۲۵ ساخته شد.